# Салданха, Лоуренс Джон
Его Высокопреосвященство архиепископ Лоуренс Джон Салданха (англ. Lawrence John Saldanha; род. 25 октября 1936, Мангалор, Британская Индия) — католический прелат, ординарий архиепархии Лахора.

## Биография
Лоуренс Джон Салданха родился 25 октября 1936 года в Мангалоре, Британская Индия. После получения богословского образования в семинарии Христа Царя в Карачи был рукоположён 16 января 1960 года в священника. Обучался в Риме в Папском Урбанианском университете, после окончания которого получил научную степень доктора богословия. В 1964 году участвовал в работе II Ватиканском соборе.
Вернувшись в Пакистан, Лоуренс Джон Салданха работал в различных католических приходах. С 1971 по 1974 год был редактором католического журнала на урду Catholic Naqib. С 1974 по 1979 год был ректором семинарии Христа Царя в Карачи, где преподавал догматическое богословие до 1983 года.
24 апреля 2001 года Римский папа Иоанн Павел II назначил Лоуренса Джона Салданху ординарием архиепархии Лахора. 11 сентября 2001 года он был рукоположен в епископа.
7 апреля 2011 года ушёл на пенсию.